# Odio mortale
Odio mortale è un film italiano del 1962 diretto da Franco Montemurro.

## Trama
Il vice governatore francese di Forte Carolina (Dominique), consegna a tradimento il forte agli spagnoli, con tirannia e crudeltà dopo essere nominato governatore esercita il suo potere. Ruiz comanda un gruppo di coraggiosi che costantemente minacciano Dominique. 15 anni prima, quando Dominique consegnò il forte, Ruiz che poi è il capitano André Lebouff salvò Solange figlia del governatore ucciso. Giunge al porto un galeone spagnolo con un tesoro degli Aztechi comandato da Carlos, Dominique vuole impadronirsi del tesoro per darlo agli inglesi, tentando di uccidere Carlos; Ruiz lo salva. Ruiz aiuterà Carlos ad entrare nel forte, fra varie peripezie e tradimenti Dominique muore e finalmente Solange si innamora di Carlos.

## Luoghi delle riprese[1]
- Forte Carolina, il palazzo del Governatore: Castello di Santa Severa (Santa Marinella, Roma)
- Forte Carolina, il palazzo del Governatore: Castello Scaligero (Sirmione)
- Forte Carolina, il palazzo del Governatore: Castello Caetani a Sermoneta (Latina)

## Distribuzione
- Italia: 21 settembre 1962
- Germania Ovest: 18 ottobre 1963
- Messico: 27 gennaio 1966

## Titoli
- Brasile: Piratas Vingadores
- Grecia: O koursaros
- Messico: Odio acérrimo
- Stati Uniti: The Black Invaders
- Germania Ovest: Die graue Galeere
- Germania (titolo DVD): Die Ritter der grauen Galeere - Tod dem Verräter!